# Иванов, Василий Александрович (городской голова)
Василий Александрович Иванов (5 января 1861, Симферополь — 26 октября 1919, Симферополь) — русский метеоролог, педагог, общественный и земский деятель, симферопольский городской голова в 1909—1919 годах.

## Биография

### Начало карьеры, работа в земстве
Родился в Симферополе 5 января 1861 года, сын обер-офицера. В 1880 году окончил Симферопольскую мужскую казённую гимназию с серебряной медалью, после чего поступил в Новороссийский университет (физико-математический факультет, отделение математических наук). Окончил его со степенью кандидата физико-математических наук. По окончании преподавал в родной гимназии математику. Позднее перешёл в земскую управу, где стал заведовать отделом метеорологии Таврического земства. Долгие годы Василий Александрович вёл наблюдения за погодой, имел домашнюю метеостанцию. В 1888 году вышла его работа «Очерк климата Таврической губернии», 20 лет являлся корреспондентом главной физической обсерватории. 23 января 1985 года В. А. Иванов был избран думой членом попечительного совета Симферопольской женской гимназии. В этом же году ему поручили обследование и ремонт здания на Приютненской улице для размещения городской библиотеки и бесплатной читальни.

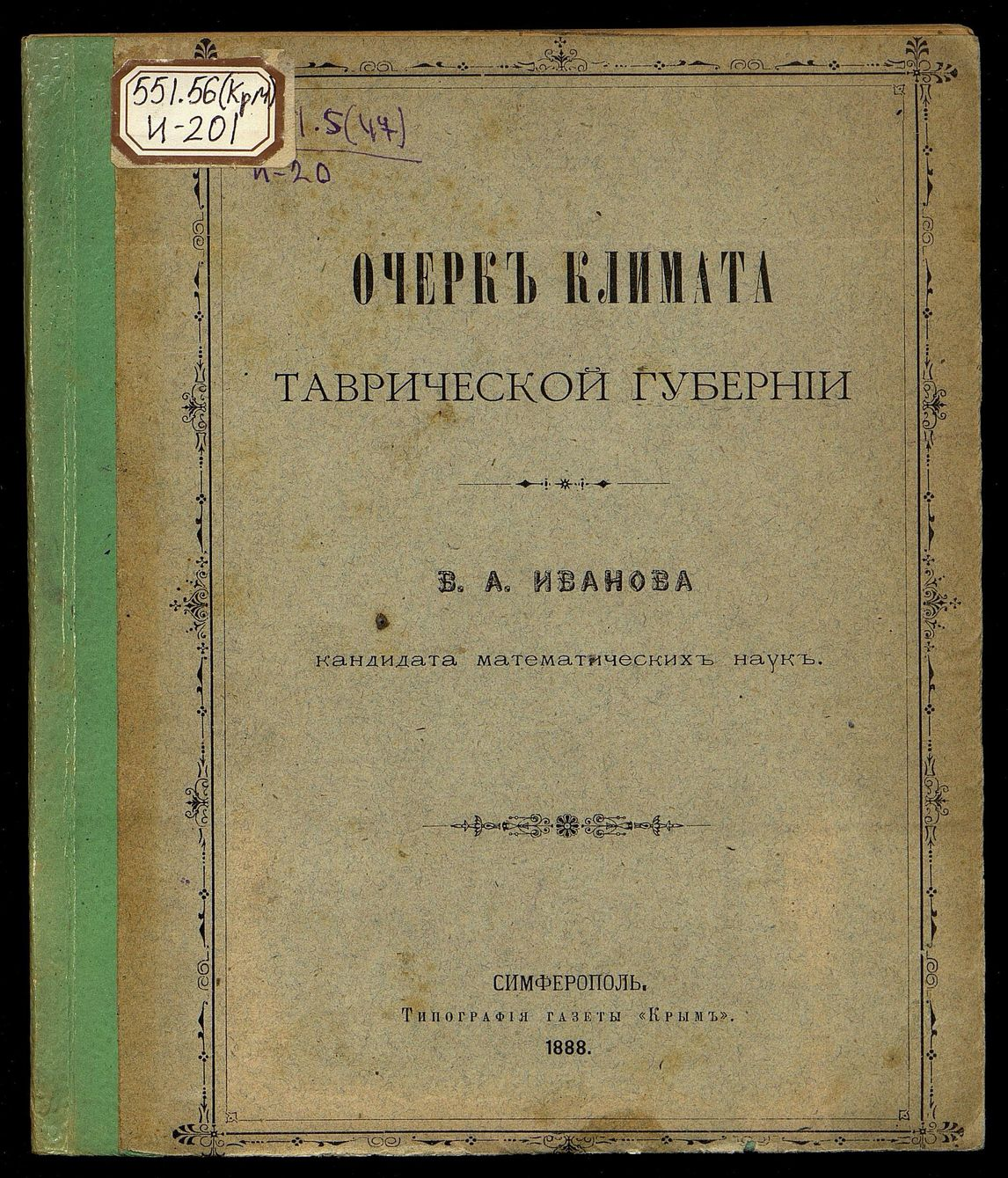
Обложка «Очерка климата Таврической губернии»

В 1891 году городская Дума единогласно избрала Иванова членом городской управы. 25 октября 1891 года городской голова В. П. Меркулов направил приглашение новоизбранному члену городской управы: «На проходивших в городской думе 16 ноября выборах Вы избраны на четырёхлетие с 1891 года в должность члена городской управы на жалование. Вследствие чего согласно 93 и 96 статей Городового Положения, имею честь покорнейше просить Вас пожаловать 26-го сего ноября, во вторник, в час дня, в городскую управу для принесения установленной присяги и вступления в должность члена управы».
Спустя год министр внутренних дел утвердил Иванова членом создаваемого Таврического губернского по земским и городским делам присутствия, которое курировало деятельность всех городских дум, управ, земских учреждений губернии. В составе присутствия был предусмотрен всего один рядовой действительный член, которым и стал Василий Иванов, остальные семеро — губернатор, вице-губернатор, предводитель дворянства, управляющий земской палатой, прокурор окружного суда, городской голова губернского города, председатель земской управы — входили в него по должности.
10 февраля 1893 года Иванов получил такое поручение: «Городская управа, препровождая при сем дело, против распространения появившейся в Симферополе сибирской язвы на лошадях, покорнейше просит Вас принять на себя труд совместно с ветеринарным врачом Наделем выработать меры, которые возможно было бы принять городу в предупреждение появления на скоте сибирской язвы». 8 июля 1893 года по предложению Таврического губернатора П. М. Лазарева Иванов был избран городской думой членом Симферопольской санитарно-исполнительной комиссии для наблюдения и принятия противохолерных мер в черте города. Весной 1896 года Иванов занимался, как он отмечал, с удовольствием, благоустройством городского сада. В 1903 году Иванов был избран платным членом городской управы, оставил службу в земстве и полностью отдал себя муниципальному управлению. Он заведовал отделами народного образования, техническим и врачебно-санитарным.

### Деятельность на посту городского головы
8 мая 1909 года он был избран городским головой и пробыл на этом посту 10 лет, вплоть до своей смерти 26 октября 1919 года. Всего в органах самоуправления Иванов прослужил почти 32 года. Ко времени начала его общественной деятельности Симферополь был небольшим городом с 38-тысячным населением, в котором не было ни единой мощеной улицы; санитарное же состояние города было «ужасающее и угрожающее». Участвуя в начале своей деятельности почти во всех городских комиссиях, Василий Александрович приобрел опыт и знания, которые помогали ему впоследствии, на посту городского головы, разбираться в каждом вопросе городского устройства. При нём в городе открыто 16 школ, бесплатная библиотека, дети в учебных заведениях стали получать бесплатные горячие завтраки. Результатом его забот и труда стало озеленение улиц, устройство тротуаров, разработка проекта канализации, устройство водопровода, электрического освещения, трамвая, образцовой городской бойни. При нём шла застройка пустующих городских земель, округлялись, увеличивались через покупку земельные владения города, ликвидировались самозахваты городских земель. Городской голова озаботился составлением нового плана города, при чём многие улицы, не имевшие названий получили имена местных деятелей — врачей Н. А. Арендта, Ф. К. Мильгаузена, Н. Н. Бетлинга, а также известных всей России и когда-то живших в Симферополе Н. И. Пирогова, Л. Н. Толстого. При участии Иванова открыт городской банк, разработаны уставы городского ломбарда и Общества страхования имущества от огня. Когда в 1910 году в городе случилась эпидемия холеры, на фоне постоянных проблем с чистой водой, то по решению городского головы началось срочное строительство водозабора в верховьях Салгира, по Алуштинской дороге проложили современный водопровод, трубы которого сохранились до сих пор.

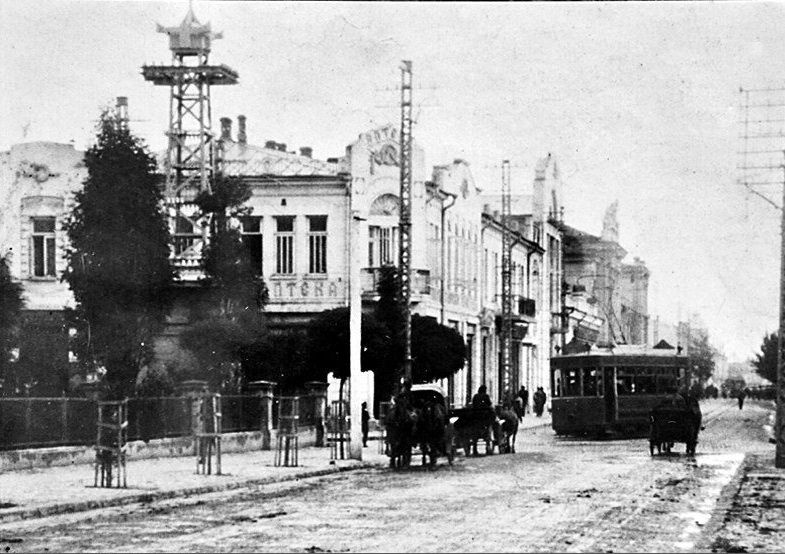
Угол Пушкинской и Гоголевской улиц, подстанция 3 линии Симферопольского трамвая

Иванов посетил Москву и Петербург для знакомства с устройством трамвайного движения, благоустройством в связи с этим улиц, изучил работу столичных хлебопекарен, позднее приглашал для работы в Симферополе квалифицированных пекарей. Во время поездок он вел дневник, в котором фиксировал важное для дела из увиденного и услышанного.
В мае 1910 года был подписан договор с Бельгийским анонимным обществом на строительство трёх линий электрического трамвая, в марте 1913 года началась прокладка рельсов, через год поступили первые вагоны, были обучены вагоновожатые и кондукторы. 31 июля 1914 года голова торжественно объявил о начале трамвайного движения в Симферополе по «Вокзальной» линии. Сохранился и находится в ГАРК первый билет Симферопольского трамвая «Симфероп. Трамвай. 31 июля 1914 г. День открытiя движенiя. 10 к. безъ пересадки. Сборъ въ пользу семействъ запасныхъ и ратниковъ ополченiя призванныхъ на войну и учащихся Городск. начальн. школъ». Трамвай в Симферополе просуществовал почти 60 лет.

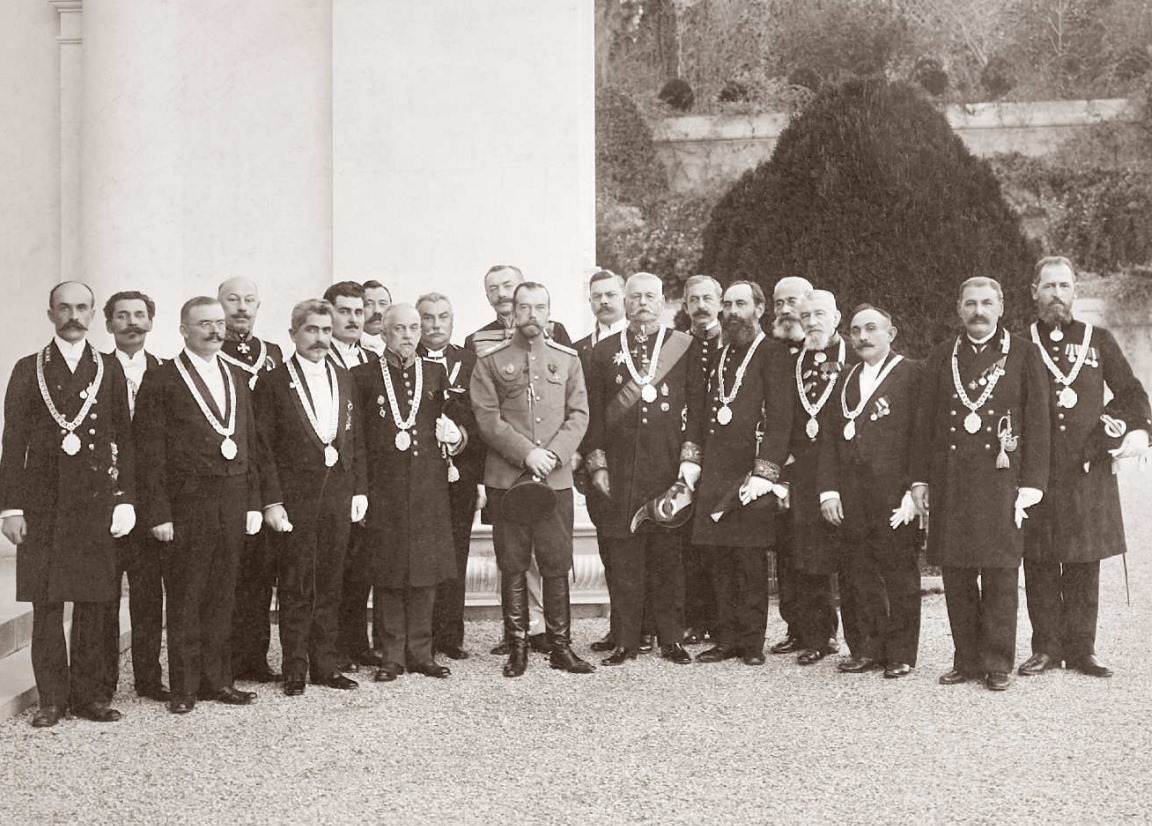
Высочайший приём городских голов Таврической губернии Николаем II в Ливадийском дворце, ноябрь 1913. На снимке Иванов четвёртый справа от Николая II

11 апреля 1911 года городской голова произнес речь на открытии Дворянского театра (ныне Крымский академический театр имени М. Горького): «Этот день знаменует собой культурный праздник в жизни Симферополя, так как новое обширное здание театра с прекрасно оборудованной сценой широко открывает двери сценическому искусству».
Возникла при Иванове и идея строительства Симферопольского водохранилища. По его инициативе в 1914 году «Специальная
партия по водным изысканиям» под руководством гидротехника Таврическо-Екатеринославского управления земледелия и государственных имуществ Карла Кельтсера составила проект сооружения в долине Салгира плотины, «имевшей целью увеличение водного запаса для орошения и обеспечения крымской столицы питьевой водой», вокруг искусственного водоёма планировали разбить парк. Первая мировая война помешала реализации проекта, поскольку финансирование должна была взять на себя казна с постепенным их погашением общественными организациями Крыма.
Деятельность городского головы продолжалась и после Февральской революции, когда власти в Крыму стали меняться каждые полгода. В марте 1918 года, в день, когда была провозглашена ССР Тавриды, Иванову предложили в новом СНК А. И. Слуцкого пост комиссара социального обеспечение. Иванов отказался, выступив с докладом, в котором он высказал свое видение социального обеспечения в новых условиях и мотивировал свой отказ от должности комиссара.
Уже при Втором крымском краевом правительстве при открытии в 1918 года Таврического университета, чему он с С. С. Крымом немало поспособствовал организационно, он сказал: «Симферополю выпала высокая честь быть Университетским городом, которых ещё так мало в России. То, что ещё недавно было мечтой для граждан города, становится с сегодняшнего дня фактом и благодаря самому свойству науки — стоять высоко над повседневными интересами жизни, жить и развиваться, несмотря ни на какие потрясения и государственные перевороты, — тот храм знания, который закладывается сегодня в Симферополе, созидается не на короткий период жизни нас, современников, но на бесконечные времена, на вечные времена». Иванов был управляющим делами Попечительного Совета Таврического университета.
Скончался В. А. Иванов в должности, когда власть в Крыму принадлежала уже ВСЮР. Отправившись по делам управления городом в Ростов к командованию Добровольческой армии, на обратном пути в холодной теплушке он простудился и умер от воспаления лёгких 26 октября 1919 года.
Семьи городской голова не имел. Могила В. А. Иванова на старом кладбище Симферополя не сохранилась. Существует несколько групповых фото и большой портрет, написанный по фотографии (помещён в галерее портретов руководителей Симферополя разных периодов (автор — художник-портретист В. В. Медведская), открытой 3 июня 2009 года в Малом зале заседаний городского совета). В ГАРК хранится его личный архив, в котором есть документы биографического характера, грамоты и приветственные адреса, черновики речей произнесённые им на торжествах.

### Характеристика личности
В докладе-некрологе о его деятельности, подготовленном Симферопольской городской думой прослеживаются сложные политические реалии: «Последняя деятельность Василия Александровича у всех в памяти. Он не был выброшен революционной волной за борт общественного корабля, но им распоряжались уже новые люди, пролагавшие новые неизведанные пути. Он спустился с капитанского мостика в трюм, где хранился дорогой для него общественный груз и стал выжидать. И когда овеянный бурей, потерявший курс и ограбленный пиратами корабль поднял национальный флаг и снова достался ему в управление, он умер, можно сказать на посту своего общественного служения».
Видный земский и государственный деятель князь В. А. Оболенский, который знал Иванова почти два десятилетия его деятельности, писал в эмиграции в мемуарах: «В. А. Иванов около двадцати лет бессменно состоял то членом городской управы, то городским головой, Всегда спокойный и уравновешенный, этот удивительно красивый человек с тонкими чертами лица и чёрной окладистой бородой, напоминавший апостола Павла с византийской иконы, деликатно-холодный в обращении с людьми, замкнутый и одинокий, имел в жизни одну сильную привязанность: муниципальное дело. Он изучил это дело основательно и любил свой Симферополь, благоустройству которого отдал большую половину жизни, какой-то особой нежной любовью».